# Tricentrus minutus
Tricentrus minutus är en insektsart som beskrevs av William D. Funkhouser 1936. Tricentrus minutus ingår i släktet Tricentrus och familjen hornstritar. Inga underarter finns listade i Catalogue of Life.